# Los cántabros
Pour plus de détails, voir Fiche technique et Distribution.
Los cántabros (littéralement : Les Cantabres) est un péplum espagnol réalisé par Paul Naschy, sorti en 1980.
Ce long métrage s'inspire librement de l'histoire de Corocotta (en), un chef cantabre du Ier siècle av. J.-C. qui résista aux légions d'Auguste.

## Fiche technique
- Titre original : Los cántabros
- Pays d'origine :  Espagne
- Année : 1980
- Réalisation : Paul Naschy
- Scénario : Paul Naschy
- Directeur de la photographie : Alejandro Ulloa
- Effets spéciaux : Cinéfec (Antonio Parra)
- Montage : Pedro del Rey (es)
- Musique : Ángel Arteaga
- Société de production : Monge Films S.A.
- Société de distribution : Ibercine S.A.
- Langue : espagnol
- Format : couleur
- Genre : Péplum
- Durée : 107 minutes
- Dates de sortie :
  -  Espagne : 1980
- Autres titres connus :
  -  États-Unis : The Cantabrians
- Affiche : Macario Gómez Quibus (Espagne)

## Distribution
- Paul Naschy : Marco Vespasiano Agripa
- Joaquín Gómez (crédité Dan Barry) : Corocotta (en)
- Verónica Miriel (it) : Elia
- Alfredo Mayo : Lábaro
- Julia Saly (en) : Selenia
- Blanca Estrada (es) : Turenia
- Andrés Resino (es) : César Augusto
- Antonio Iranzo : Sonanso
- Ricardo Palacios : Gurco
- Pepe Ruiz (es) : Hurón
- Paloma Hurtado (es) : Calpurnia
- Frank Braña : Próculo
- Mariano Vidal Molina (es) : Salvio
- Luis Ciges : Tulio Metelo
- David Rocha : Legado Cayo Furnio
- Jenny Llada (créditée Jeny Yada) : Auka
- Antonio Durán	: un envoyé du légat
- Rafael Conesa	: Cástulo
- Adriano Domínguez : Antistio
- Manuel Pereiro : Hiparco
- Antonio Mayans (es) : un guerrier
- José Marco : un général
- Antonio Padilla : un prétorien
- Joaquín Solís
- Javier Lozano	: un assistant de Corocotta
- Román Ariznavarreta : un gladiateur
- Óscar Álvarez	: un gladiateur
- Anna Watican : une femme cantabre
- José María Alarcón (non crédité)
- Teófilo Martínez (non crédité) : narrateur (voix)
- Antonio Parrilla (non crédité) : un prétorien